# Nidicola
Nidicola es un género de hemípteros heterópteros de la familia de los antocóridos.
Incluye dos especies
- Nidicola jaegeri y
- Nidicola marginata

- Datos: Q6042731